# 에마뉘엘 베아르
에마뉘엘 베아르(Emmanuelle Béart, 1963년 8월 14일 ~ )는 프랑스의 배우이다. 1972년 데뷔 이후로 영화와 텔레비전을 합쳐 60여편이 넘는 작품에 출연했다. 영화 《마농의 샘 2》(1986)를 통해 세자르상 여우조연상을 수상했으며 여우주연상 후보에 다섯 차례 올랐다.

## 출연 작품
- 여대생의 첫 욕망 (1984)
- 마농의 샘 2 (1986) - 마농 역
- 천사와 사랑을 (1987) - 천사 역
- Il viaggio di Capitan Fracassa (1990)
- 누드 모델 (1991)
- 난 키스하지 않는다 (1991, J'embrasse pas)
- 금지된 사랑 (1992) - 까미유 역
- 지옥 (1994)
- 프랑스 여인 (1995, Une femme française)
- 넬리 앤 아르노 (1995)
- 미션 임파서블 (1996) - 클레르 펠프스 역
- 잃어버린 시간을 찾아서: 되찾은 시간 (1999, Le Temps retrouvé)
- 애정의 운명 (2000, Les Destinées sentimentales)
- 8명의 여인들 (2002)
- 데브라 윙거를 찾아서 (2002, Searching for Debra Winger) - 본인 역
- 스트레이드 (2003, Les Égarés)
- 마리와 줄리앙 이야기 (2003, Histoire de Marie et Julien) - 마리 역
- 나탈리 (2003) - 나탈리 / 마를렌 역
- 랑페르 (2005)
- 증인 (2007, Les Témoin)
- 디스코 (2008, Disco)
- 빈얀 (2008)
- 더 패신저스 오브 더 나이트 (2022, Les Passagers de la nuit)